# ヴィクトリア・ペンドルトン
ヴィクトリア・ペンドルトン（Victoria Pendleton。1980年9月24日 - ）は、イングランド・ベッドフォードシャー州のストットフォルト出身。女子自転車競技（トラックレース）選手。ノーザンブリア大学出身。

## 経歴

### 世界選手権

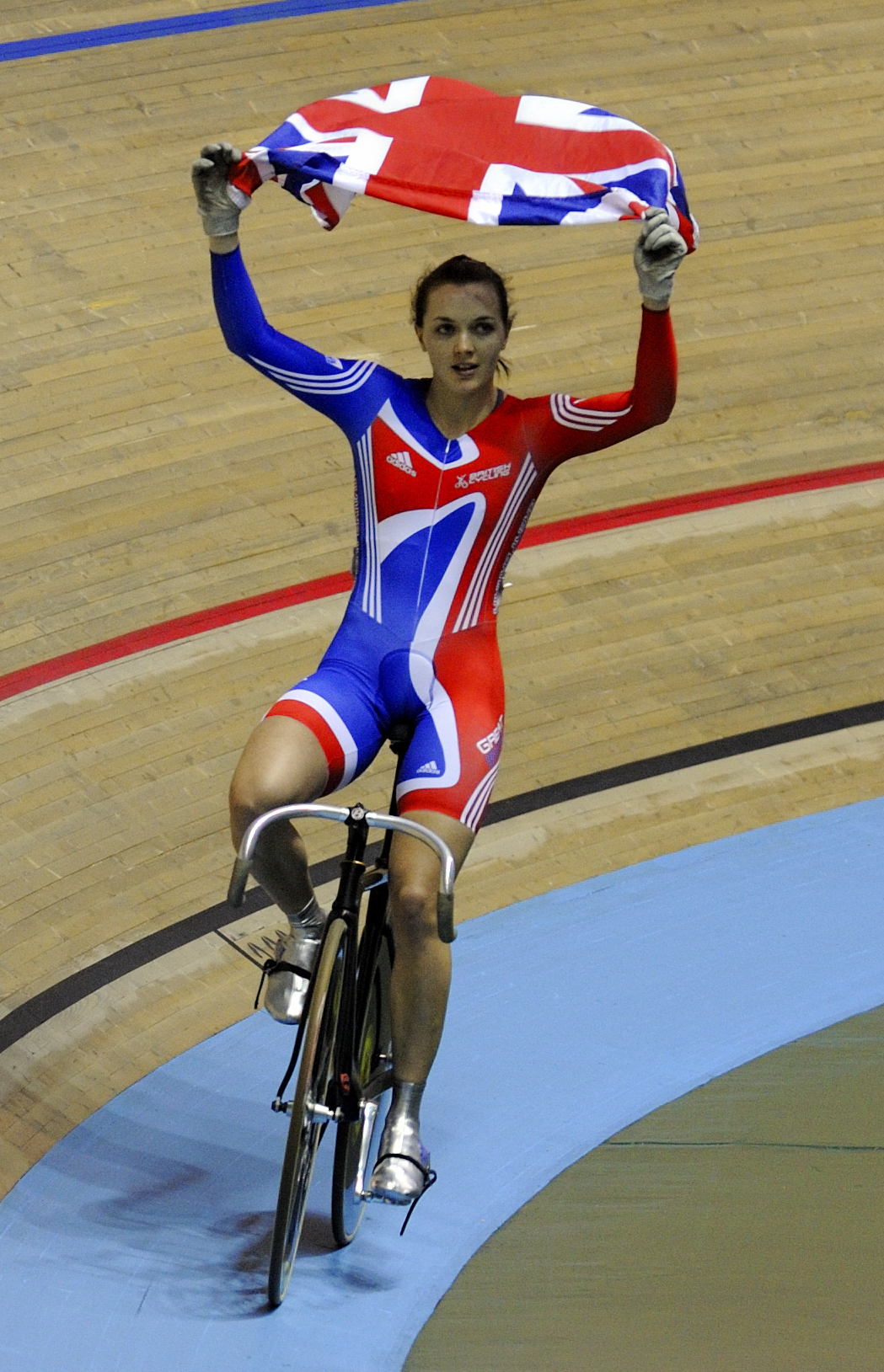
2008年の世界選手権

2005年
- 個人スプリントにおいて、当時同種目の第一人者・ナタリア・ツィリンスカヤ（ベラルーシ）を決勝で破り優勝。

2006年
- 個人スプリントでは、ツィリンスカヤに次いで2位となった。

2007年
- 個人スプリント決勝において、郭爽（中国）をストレートで下し2度目の優勝。
- この年より正式種目となったチームスプリントでは、シャネーズ・リードとペアを組み優勝。
- そしてケイリンでも2位の郭爽らを抑えて制し、「三冠王」に輝いた。

2008年
- チームスプリントではシャネーズ・リードと組んで連覇。
- 個人スプリント決勝では、シモーナ・クルペツカイテー（リトアニア）にストレート勝ちして2年連続3度目の優勝を果たし、同種目の北京オリンピック出場権を獲得。
- そして2年連続三冠の期待をかけて挑んだケイリンだったが、優勝したジェニー・リード（アメリカ）の2着に終わった。

2009年
- スプリント決勝では、ウィリー・カニス（オランダ）に苦戦を強いられたが、1－1のタイとなった後の3本目を制し、同種目としては、フェリシア・バランジェ以来となる3連覇を達成した。
- チームスプリント 2位
- 500mTT 3位

2010年
- 4連覇をかけたスプリントにおいて、200mFTT予選は7位と低調だったが、本選に入ると本来の強さを発揮し、決勝で対戦した200FTT予選1位の郭爽にストレート勝ち。バランジェ以来となる同種目4連覇を果たした。
- ケイリンでは2位。

2011年
- 5連覇をかけたスプリントだったが、準決勝でアンナ・メアーズに1-2で敗れ3位に終わった。
- チームスプリント 2位

2012年
- 個人スプリントで2年ぶりの優勝。

### オリンピック

#### 北京オリンピック
- 2008年開催の北京オリンピックのスプリントに出場。200mFTT予選において、10.963秒のオリンピック新記録をたたき出し、トップタイムをマーク。本選に入り、1回戦で対戦した佃咲江に圧勝した他、準々決勝のシモーナ・クルペツカイテー、準決勝のウィリー・カニス、そして決勝のアンナ・メアーズに対し、いずれもストレート勝ちを収め金メダルを獲得した。

#### ロンドンオリンピック
- ロンドンオリンピック
  - 8月2日に行われたチームスプリントでは、ジェシカ・ヴァーニッシュとのペアで挑んだ。1回戦で、当初中国に次いで2番目のタイムをマークし、決勝に駒を進めたかに思われたが、第2走のヴァーニッシュが、退避途中の第1走であるペンドルトンを先に抜いたため[1]、8位に降格となってしまった。
  -  翌日行われたケイリンでは、予選、準決勝、そして決勝と全て1着で制し、五輪同種目初代優勝者となった。
  -  スプリント 2位

### その他の主な実績
2003年
- UCIトラックワールドカップ2003
  - シドニー - スクラッチ 優勝

2004年
- UCIトラックワールドカップ2004
  - マンチェスター - スプリント 優勝

2005年
- UCIトラックワールドカップ2004-2005
  - ロサンゼルス - ケイリン 優勝
- UCIトラックワールドカップ2005-2006
  - マンチェスター - スプリント 優勝

2006年
- コモンウェルスゲームズ
  - スプリント 優勝
  - 500mTT 2位
- UCIトラックワールドカップ2006-2007
  - モスクワ - ケイリン 優勝

2007年
- UCIトラックワールドカップ2006-2007
  - マンチェスター - スプリント & 500mTT & ケイリン 優勝
- イギリス選手権
  - 500mTT 優勝
  - スプリント 優勝
- UCIトラックワールドカップ2007-2008
  - シドニー - ケイリン 優勝

2008年
- UCIトラックワールドカップ2007-2008
  - コペンハーゲン - チームスプリント 優勝
- イギリス選手権
  - ケイリン 優勝
  - スプリント 優勝
  - チームスプリント 優勝
- UCIトラックワールドカップ2008-2009
  - マンチェスター - スプリント & 500mTT & ケイリン 優勝

2009年
- UCIトラックワールドカップ2008-2009
  - スプリント 優勝

2010年
- UCIトラックワールドカップ2010-2011
  - カリ - チームスプリント & ケイリン 優勝

2012年
- UCIトラックワールドカップ2011-2012
  - ロンドン - チームスプリント 優勝

## 人物
父親も自転車選手だった。男子との双子で、姉が一人いる。競技以外でも、テレビ、雑誌、CMなどで活躍している。元コーチでスポーツ科学の専門家と婚約中。勝たなくてはならないというプレッシャーからスイス製アーミーナイフで自傷行為をしていたことを認めている